# Brainstorming
O brainstorming (em português "tempestade cerebral") ou tempestade de ideias, mais que uma técnica de dinâmica de grupo, é uma atividade desenvolvida para explorar a potencialidade criativa de um indivíduo ou de um grupo - criatividade em equipe - colocando-a a serviço de objetivos pré-determinados.
A técnica propõe que o grupo se reúna e utilize a diversidade de pensamentos e experiências para gerar soluções inovadoras, sugerindo qualquer pensamento ou ideia que vier à mente a respeito do tema tratado. Com isso, espera-se reunir o maior número possível de ideias, visões, propostas e possibilidades que levem a um denominador comum e eficaz para solucionar problemas e entraves que impedem um projeto de seguir adiante.

## Introdução
A técnica de brainstorming tem várias aplicações, mas é  frequentemente usada em:

- Desenvolvimento de novos produtos - obter ideias para novos produtos e efetuar melhoramentos aos produtos existentes.
- Publicidade - desenvolver ideias para campanhas de publicidade.
- Resolução de problemas - consequências, soluções alternativas, análise de impacto, avaliação.
- Gestão de processos - encontrar formas de melhorar os processos comerciais e de produção.
- Gestão de projetos - identificar objetivos dos clientes, riscos, entregas, pacotes de trabalho, recursos, tarefas e responsabilidades.
- Formação de equipes - geração de partilha e discussão de ideias enquanto se estimulam os participantes a raciocinar e a criar:criatividade em equipe

Há 3 principais partes no brainstorming:
- Encontrar os fatos,
- Geração da ideia,
- Encontrar a solução.

Da busca dos fatos na resolução de um problema existem duas sub partes:

- Definição do problema,
- Preparação.

Inicialmente, define-se o problema. Poderá ser necessário subdividir o problema em várias partes. A técnica de Brainstorming funciona para problemas que têm muitas soluções possíveis tal como a geração de ideias para o seu desenho.
Depois é necessário colher toda a informação que pode relacionar-se com o problema.
Geração de ideias por brainstorming.
Busca da solução. Avaliar e selecionar as melhores ideias.

## Princípios e Regras
O brainstorming clássico é baseado em dois princípios e quatro regras básicas:

### Princípios
Os dois princípios são:

- Atraso do julgamento
- Criatividade em quantidade e qualidade

A maioria das más ideias são inicialmente boas ideias. Atrasando ou adiando o julgamento, é dada a hipótese de se gerarem muitas ideias antes de se decidir por uma.

De acordo com Osborn, o humano é capaz tanto do julgamento como da criatividade. Embora, a maioria da educação nos ensine apenas a usar o julgamento. Nós apressamos o julgamento.
Quando praticamos o atraso do julgamento, permitimo-nos usar a nossa mente criativa para gerar ideias sem as julgar. Primeiro, não parece natural, mas depois tem as suas recompensas.

Quando geramos ideias, é necessário ignorar as considerações à importância da ideia, à sua usabilidade, à sua praticabilidade. Neste patamar, todas as ideias são iguais. É necessário atrasar o julgamento enquanto ainda não se terminou a geração das ideias.

O segundo princípio é relativo à quantidade e qualidade da criatividade. Quanto mais ideias forem geradas, será mais provável encontrar uma boa ideia. 
A técnica de brainstorming tira vantagem de associações que se desenvolvem quando se consideram muitas ideias. Uma ideia pode levar a uma outra. Ideias más podem levar a boas ideias.
Por vezes, não conseguimos pensar num problema enquanto não houver algumas respostas. Brainstorming dá-nos a hipótese de pôr as ideias que passam pela cabeça no papel, de maneira a conseguir obter as melhores delas.

Usualmente, as linhas de guia que se seguem são chamadas de regras. Devem ser seguidas como regras, embora sejam apenas linhas de guia ou de direção.

### Regras
As quatro principais regras do brainstorming são:

- Críticas são rejeitadas: Esta é provavelmente a regra mais importante. A não ser que a avaliação seja evitada, o princípio do julgamento não pode operar. A falha do grupo ao cumprir esta regra é a razão mais crítica para que a sessão de brainstorming não resulte. Esta regra é aquela que primariamente diferencia um brainstorming clássico dos métodos de conferência tradicionais.
- Criatividade é bem-vinda: Esta regra é utilizada para encorajar os participantes a sugerir qualquer ideia que lhe venha à mente, sem preconceitos e sem medo que isso o vá avaliar imediatamente. As ideias mais desejáveis são aquelas que inicialmente parecem ser sem domínio e muito longe do que poderá ser uma solução. É necessário deixar as inibições para trás enquanto se geram ideias. Quando se segue esta regra, cria-se automaticamente um clima de brainstorming apropriado. Isso aumenta também o número de ideias geradas.
- Quantidade é necessária: Quanto mais ideias forem geradas, mais hipóteses há de encontrar uma boa ideia. Quantidade gera qualidade.
- Combinação e aperfeiçoamento são necessários: O objetivo desta regra é encorajar a geração de ideias adicionais para a construção e reconstrução sobre as ideias dos outros.

## Linhas de Direção
Embora não haja linhas de direção universalmente aceitas para passos específicos a implementar numa sessão de brainstorming, as seguintes atividades principais são bastante típicas:

- Desenvolver um enunciado para o problema;
- Selecionar um grupo de 6 a 12 participantes;
- Enviar uma nota aos participantes falando-lhes acerca do problema. Deverá ser incluído o enunciado do problema, o contexto, bem como algumas soluções e outras coisas que se revelem úteis para o caso;
- Começar por escrever o problema num quadro visível a todos os elementos pertencentes ao grupo;
- Falar, novamente, sobre as 4 regras principais do brainstorming;
- Requisitar novas ideias aos participantes pela ordem pela qual estes levantam a sua mão. Apenas uma ideia deve ser sugerida em cada momento;
- Ter um gravador, ou uma secretária de maneira a que se possa escrever e tomar nota das ideias;
- A sessão deve durar cerca de 30 minutos;
- Selecionar um grupo para avaliação, de três a cinco pessoas;
- Fornecer ao grupo a lista de ideias e dizer-lhes que sugiram e selecionem as melhores ideias;
- Fornecer ao grupo original um relatório com as ideias selecionadas pelo grupo de avaliação e requisitar a submissão de quaisquer ideias adicionais estimulada pela lista; e
- Dar a lista final de ideias à pessoa ou grupo de trabalho do projeto.

## Composição do grupo
A maioria dos grupos de brainstorming são constituídos por três elementos:
- O líder.
- Os membros.
- Um secretário.

Devem ser escolhidas pessoas que tenham alguma experiência com o problema em causa. É necessário não misturar os chefes com os trabalhadores. Devem escolher-se pessoas que estejam no mesmo patamar da hierarquia na organização. A maioria das pessoas não se consegue libertar nem ser suficientemente criativo diante do seu chefe.

O líder de grupo deve ser familiar com o processo de brainstorming e ter facilidade em manter-se relaxado, e numa atmosfera descontraída.

O secretário deve ter facilidade na escrita rápida. Este vai ter que tomar nota de uma numerosa lista de ideias que vão ser geradas. As ideias não têm, necessariamente, de ser escritas exatamente da mesma forma que são ditas. O nome da pessoa que sugere as ideias não deve ser anotado, já que o anonimato encoraja a liberdade de expressão.

Brainstorming é uma boa forma de pensar e um bom caminho a seguir para a criação de um novo slogan para um produto, ou para um novo tema para uma campanha.

Esta é uma boa forma de pensar e de encontrar ideias para uma história de um jornal ou para uma coluna de uma revista.

Deve utilizar-se esta técnica para problemas que tenham um final em aberto.

Como em todas as técnicas criativas, o problema deve ser descrito em termos específicos para que ideias específicas possam ser geradas. Generalidades, mesmo as mais brilhantes, são raramente as soluções mais criativas.

Um problema de brainstorming deverá ter um grande número de possíveis soluções. A resposta nunca é demasiado restrita.

## Avaliação do Grupo
Enquanto um grupo típico de brainstorming deverá conter desde seis a doze pessoas, o grupo de avaliação deve conter, exatamente três, cinco ou sete pessoas. Usando um número ímpar eliminam-se as possibilidades de empate quando é efetuada a votação das possíveis soluções. 
Esta situação  também ajuda quando é procurado um consenso ao invés da votação.

A composição dos membros desse grupo pode variar. Poderá consistir em pessoas que faziam parte do grupo de geração de ideias, ou na combinação de pessoas deste grupo com pessoas externas, ou de um grupo completamente novo de indivíduos.

Utilizar as mesmas pessoas poderá ter a vantagem de assegurar a familiaridade com o problema, enquanto o uso de um grupo de pessoas externas ao grupo original pode ter o benefício da maior objetividade.

A tarefa do grupo de avaliação é a de avaliar todas as ideias e selecionar as melhores para uma possível implementação ou estudo adicional. Depois do líder do grupo receber a lista de ideias do secretário, as ideias devem ser editadas em seguida, deve-se certificar e verificar que elas estão descritas claramente e estão concisas. As ideias devem ser organizadas segundo categorias lógicas (usualmente, estas categorias vão de cinco a dez) e apresentadas ao grupo de avaliação para revisão. É possível tornar este processo mais fácil e prático utilizando uma checklist organizada segundo determinados critérios como a simplicidade das ideias, menos custosas em termos de  tempo e capital, e outros termos similares. O grupo de avaliação deve verificar as melhores ideias de forma a sujeitá-las a testes práticos.

## BrainstormingIndividual
A técnica de brainstorming é a clássica técnica criativa de um grupo. De qualquer forma, muitas pessoas adaptaram o brainstorming e usam-no como uma técnica criativa individual.
Isto significa que é sempre possível realizar uma sessão de brainstorming a qualquer altura - e quantas vezes for necessário - sem dinheiro, tempo despendido a organizar um grupo de pessoas. De fato, muitos indivíduos podem encontrar mais criatividade sozinhos  do que fazendo parte de um tradicional grupo de brainstorming. Aliás, a liberdade de estar sempre disponível para um brainstorming individual é incrivelmente fácil de atingir.

## Condições em que pode ser necessária a realização de umbrainstormingindividual
- Trabalha-se sem cooperação, sozinho.
- Trabalha-se sem cooperação, e emprego por conta própria.
- Não há disponibilidade para uma sessão em grupo.
- As pessoas que o rodeiam não gostam de sessões de brainstorming.
- As pessoas que o rodeiam não seguem as regras do brainstorming.
- É demasiado dispendioso e caro para si a realização de uma sessão.
- O problema é demasiado pequeno para justificar a reunião de um grande conjunto de pessoas.

Quando se utiliza o brainstorming individual, pode ser de grande ajuda o uso de mapas mentais ou semanticmaps para organizar e desenvolver as ideias.